# Caugé
Caugé est une commune française située dans le département de l'Eure, en région Normandie.
Les habitants sont des Caugéens.

## Géographie

### Localisation
Situé au sud-est du plateau du Neubourg, Caugé est à 10 km à l'ouest d'Évreux, 100 km de Paris, et 80 km de la mer. À une altitude de 134 m, la commune s'étend sur 1 161 ha, dont 162 de bois et forêts.
| Claville                         | Claville, Gauville-la-Campagne                     | Gauville-la-Campagne,                |
| Claville, Ferrières-Haut-Clocher | Caugé                                              | Saint-Sébastien-de-Morsent, Parville |
| Ferrières-Haut-Clocher           | La Bonneville-sur-Iton, Saint-Sébastien-de-Morsent | Saint-Sébastien-de-Morsent           |

### Hydrographie
La commune est située dans le bassin Seine-Normandie. Elle n'est drainée par aucun cours d'eau,.

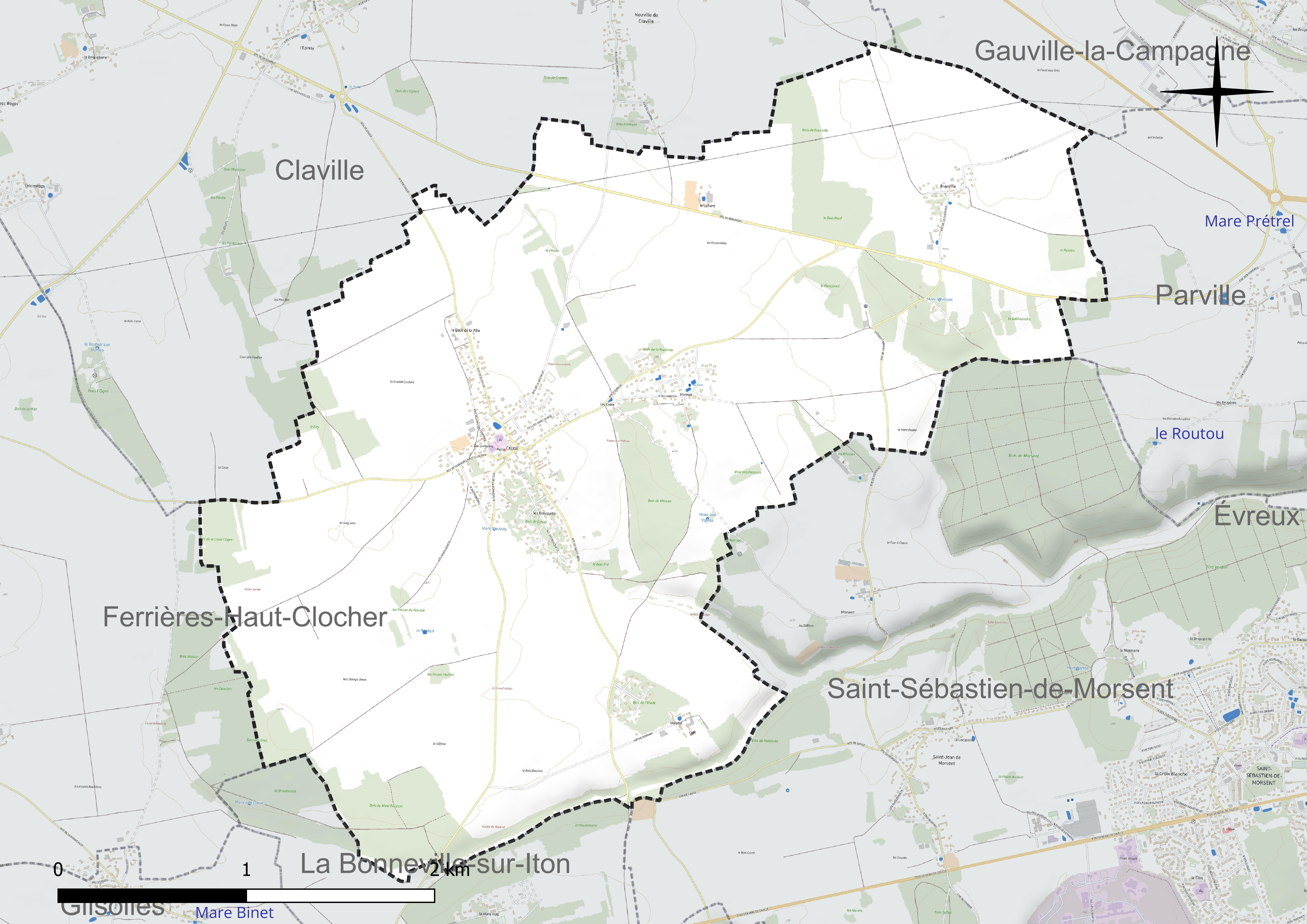
Réseau hydrographique de Caugé.

### Climat
Pour des articles plus généraux, voir Climat de la Normandie et Climat de l'Eure.
En 2010, le climat de la commune est de type climat océanique dégradé des plaines du Centre et du Nord, selon une étude du CNRS s'appuyant sur une série de données couvrant la période 1971-2000. En 2020, Météo-France publie une typologie des climats de la France métropolitaine dans laquelle la commune est exposée à un climat océanique et est dans la région climatique  Côtes de la Manche orientale, caractérisée par un faible ensoleillement (1 550 h/an) ; forte humidité de l’air (plus de 20 h/jour avec humidité relative > 80 % en hiver), vents forts fréquents. Parallèlement le GIEC normand, un groupe régional d’experts sur le climat, différencie quant à lui, dans une étude de 2020, trois grands types de climats pour la région Normandie, nuancés à une échelle plus fine par les facteurs géographiques locaux. La commune est, selon ce zonage, exposée à un « climat des plateaux abrités », correspondant aux plaines agricoles de l’Eure, avec une pluviométrie beaucoup plus faible que dans la plaine de Caen en raison du double effet d’abri provoqué par les collines du Bocage normand et par celles qui s’étendent sur un axe du Pays d'Auge au Perche.
Pour la période 1971-2000, la température annuelle moyenne est de 10,4 °C, avec  une amplitude thermique annuelle de 13,9 °C. Le cumul annuel moyen de précipitations est de 665 mm, avec 11,2 jours de précipitations en janvier et 8,1 jours en juillet. Pour la période 1991-2020, la température moyenne annuelle observée sur la station météorologique la plus proche, située sur la commune de Guichainville à 12 km à vol d'oiseau, est de 11,1 °C et le cumul annuel moyen de précipitations est de 659,6 mm,. Pour l'avenir, les paramètres climatiques de la commune estimés pour 2050 selon différents scénarios d’émission de gaz à effet de serre sont consultables sur un site dédié publié par Météo-France en novembre 2022.

## Urbanisme

### Typologie
Au 1er janvier 2024, Caugé est catégorisée commune rurale à habitat dispersé, selon la nouvelle grille communale de densité à 7 niveaux définie par l'Insee en 2022.
Elle est située hors unité urbaine. Par ailleurs la commune fait partie de l'aire d'attraction d'Évreux, dont elle est une commune de la couronne,. Cette aire, qui regroupe 108 communes, est catégorisée dans les aires de 50 000 à moins de 200 000 habitants,.

### Occupation des sols
L'occupation des sols de la commune, telle qu'elle ressort de la base de données européenne d’occupation biophysique des sols Corine Land Cover (CLC), est marquée par l'importance des territoires agricoles (82,9 % en 2018), une proportion identique à celle de 1990 (82,9 %). La répartition détaillée en 2018 est la suivante : 
terres arables (79,6 %), forêts (13,4 %), zones urbanisées (3,7 %), zones agricoles hétérogènes (3,3 %). L'évolution de l’occupation des sols de la commune et de ses infrastructures peut être observée sur les différentes représentations cartographiques du territoire : la carte de Cassini (XVIIIe siècle), la carte d'état-major (1820-1866) et les cartes ou photos aériennes de l'IGN pour la période actuelle (1950 à aujourd'hui).

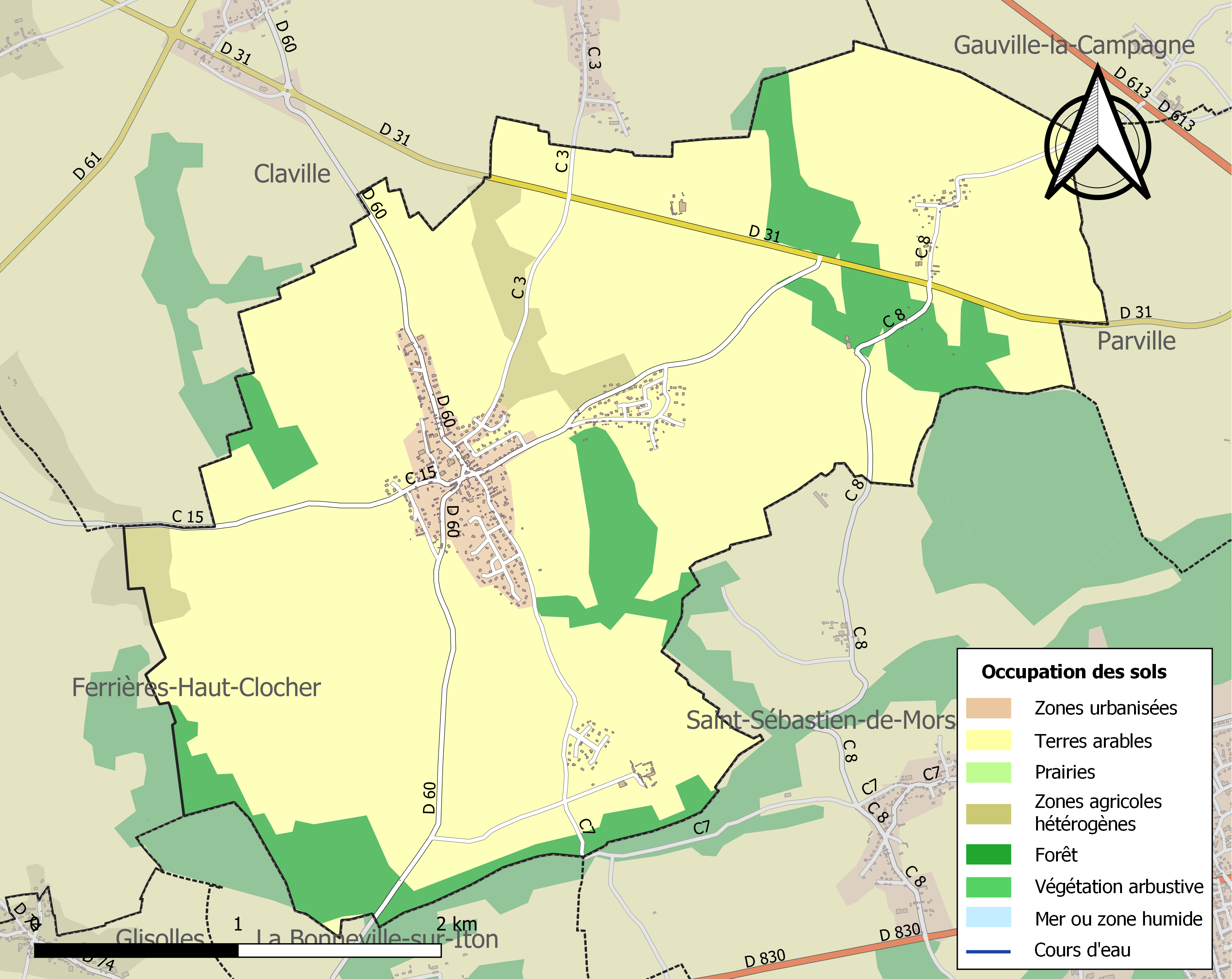
Carte des infrastructures et de l'occupation des sols de la commune en 2018 (CLC).

## Toponymie
Ancienne commune, rattachée à Branville, attestée sous la forme Branvilla au XIe siècle.
Le nom de la localité est attesté sous les formes Caugeium en 1152 (bulle d’Eugène III), Cauge en 1196,, Cauge en 1206 (charte de la Noë), Caenhium en 1234 (bulle de Grégoire IX), Caugeium en 1247, Chauge en 1261 (cartulaire de Saint-Taurin), Cangy en 1391, Cange en 1793, Caugé en 1801.

## Histoire
C'est en 1152 que Caugé est citée pour la première fois, mais Branville, qui en dépend depuis 1808, est nommée dès le XIe siècle. Au XIIe siècle, la plupart des terres du village sont la propriété de l’abbaye de la Noé, sise à La Bonneville-sur-Iton, et la maison abbatiale, la grange dîmière se trouvent à Morand, hameau aujourd’hui de Caugé.
L'église date du XVIe siècle ; elle est construite en échiquier de pierres et de silex ; des dessins gravés apparaissent sur la pierre à l'extérieur de l'édifice. Une mise au tombeau polychrome datant du quinzième siècle  (donc, antérieure à l’église) et deux statues cachées dans les murs ont été découvertes en 2001 ; la mise au tombeau est maintenant classée. Deux colonnes ornées de grappes de raisin, à l’entrée du chœur, rappellent les vignes qui couvraient les terres alentour.

Sur la route de Beaumont-le-Roger, le manoir du Luheré (actuellement transformé en salle de réception par M. et Mme Muset, traiteur), rappelle l’histoire de la famille d’Espaigne, remarquée par le roi Henri IV.
Plusieurs seigneurs, de familles différentes, se sont succédé après la disparition de l'abbaye. La famille de Roye, d'origine picarde, est l'une des principales du quatorzième au seizième siècle. Le plus illustre de ses représentants est Charles de Melun, seigneur de Nantouillet et de Normanville, baron des Landes, confident du roi Louis XI, lieutenant général dans l’Ile-de-France et connétable. C'est au cours de la guerre de la Ligue du Bien Public que le roi, doutant de sa fidélité, le fit décapiter (1468) ; il n’est pas impossible que la statue qui se trouve actuellement au-dessus de la porte d’entrée de l’église soit sa représentation.
Les habitants des siècles précédents étaient surtout de petits cultivateurs, un horloger, des cabaretiers… Trois couples sur dix, au XIXe siècle, accueillaient deux à dix enfants en nourrice provenant de l’hospice d’Évreux.
Les archives originales du village sont conservées en mairie depuis le 14 juillet 1989.

## Politique et administration
| Période                                  | Période           | Identité              | Étiquette | Qualité                                                 |
| ---------------------------------------- | ----------------- | --------------------- | --------- | ------------------------------------------------------- |
| décembre 1791                            | décembre 1792     | François Duval        |           |                                                         |
| décembre 1792                            | 1793              | François Plannier     |           |                                                         |
| 1793                                     | An IX             | Adrien Lesieux        |           |                                                         |
| An IX                                    | An XI             | Pierre Toutain        |           |                                                         |
| An XI                                    | 1808              | François Duval        |           |                                                         |
| 1808                                     | 1813              | François Sinard       |           |                                                         |
| 1813                                     | 21 février 1826   | Augustin Bouquelou    |           |                                                         |
| 21 février 1826                          | 3 avril 1835      | Thomas Doucerain      |           |                                                         |
| 3 avril 1835                             | 24 août 1840      | Joseph Damitte        |           |                                                         |
| 24 août 1840                             | 22 août 1848      | Jean François Deshais |           |                                                         |
| 22 août 1848                             | 20 janvier 1854   | Joseph Damitte        |           |                                                         |
| 20 janvier 1854                          | 14 février 1869   | Napoléon Paumier      |           |                                                         |
| 14 février 1869                          | 1er novembre 1870 | Théodore Doucerain    |           |                                                         |
| 1er novembre 1870                        | 23 janvier 1881   | Jean François Deshais |           |                                                         |
| 23 janvier 1881                          | 20 novembre 1887  | Rémy Moutier          |           |                                                         |
| 20 novembre 1887                         | 15 mai 1892       | Charles Mordret       |           |                                                         |
| 15 mai 1892                              | 11 décembre 1919  | Jules Leconte         |           |                                                         |
| 11 décembre 1919                         | 16 mai 1929       | Clément Colombel      |           |                                                         |
| 16 mai 1929                              | 18 juillet 1941   | Albert Doucerain      |           |                                                         |
| 18 juillet 1941                          | 9 novembre 1944   | Jean Delpeuch         |           |                                                         |
| 9 novembre 1944                          | 28 janvier 1946   | Henri Moutier         |           |                                                         |
| 28 janvier 1946                          | 27 mars 1965      | Louis Turenne Heuzé   |           |                                                         |
| 27 mars 1965                             | 18 juillet 1969   | Louis Ledenmat        |           |                                                         |
| 18 juillet 1969                          | 18 mars 1983      | Jean Debomy           |           |                                                         |
| 18 mars 1983                             | 24 mars 1989      | Philippe Anselme      | SE        | Directeur adjoint des pompiers du département de l'Eure |
| 24 mars 1989                             | 30 mars 2014      | Gaston Gaudemer       | UMP       | Conciliateur de justice                                 |
| 30 mars 2014                             | En cours          | Jean-Marie Maillard   | DVD       | Contremaître chaudronnier                               |
| Les données manquantes sont à compléter. |                   |                       |           |                                                         |

## Population et société

### Démographie
L'évolution du nombre d'habitants est connue à travers les recensements de la population effectués dans la commune depuis 1793. Pour les communes de moins de 10 000 habitants, une enquête de recensement portant sur toute la population est réalisée tous les cinq ans, les populations de référence des années intermédiaires étant quant à elles estimées par interpolation ou extrapolation. Pour la commune, le premier recensement exhaustif entrant dans le cadre du nouveau dispositif a été réalisé en 2006.
En 2022, la commune comptait 817 habitants, en évolution de −4,22 % par rapport à 2016 (Eure : −0,25 %, France hors Mayotte : +2,11 %).
| 1793 | 1800 | 1806 | 1821 | 1831 | 1836 | 1841 | 1846 | 1851 |
| ---- | ---- | ---- | ---- | ---- | ---- | ---- | ---- | ---- |
| 327  | 283  | 333  | 447  | 398  | 420  | 424  | 399  | 383  |

| 1856 | 1861 | 1866 | 1872 | 1876 | 1881 | 1886 | 1891 | 1896 |
| ---- | ---- | ---- | ---- | ---- | ---- | ---- | ---- | ---- |
| 380  | 358  | 332  | 272  | 283  | 282  | 303  | 295  | 264  |

| 1901 | 1906 | 1911 | 1921 | 1926 | 1931 | 1936 | 1946 | 1954 |
| ---- | ---- | ---- | ---- | ---- | ---- | ---- | ---- | ---- |
| 270  | 287  | 262  | 234  | 239  | 239  | 237  | 255  | 258  |

| 1962 | 1968 | 1975 | 1982 | 1990 | 1999 | 2006 | 2011 | 2016 |
| ---- | ---- | ---- | ---- | ---- | ---- | ---- | ---- | ---- |
| 234  | 243  | 321  | 609  | 749  | 746  | 825  | 835  | 853  |

| 2021 | 2022 | - | - | - | - | - | - | - |
| ---- | ---- | - | - | - | - | - | - | - |
| 831  | 817  | - | - | - | - | - | - | - |

### Installations et services
La commune possède une école (agrandie en 2006) avec sa cantine, sa salle d’activité, et sa garderie, une salle des fêtes Nelson-Mandela (inaugurée fin 2013), un bar-restaurant (A la Bon'heure), une chêvrerie (La Bikette Caugéenne) et un centre de secours qui assure la sécurité de douze communes regroupant 8 500 personnes.

## Culture locale et patrimoine

### Lieux et monuments
- église Notre-Dame datant du XVIe siècle ; elle est construite en échiquier de pierres et de silex ; des dessins gravés apparaissent sur la pierre à l'extérieur de l'édifice. Une mise au tombeau polychrome datant du XVe siècle (donc antérieure à l’église) et deux statues cachées dans les murs ont été découvertes en 2001 ; la mise au tombeau est maintenant classée. Deux colonnes ornées de grappes de raisin, à l’entrée du chœur, rappellent les vignes qui couvraient les terres alentour.
- la chapelle de Branville,
- la grange dîmière,
- l’ancien pigeonnier à Morand,
- le lavoir et un four à pain.

### Personnalités liées à la commune
- Jehan Le Blond, seigneur et curé de Branville en 1540, traducteur de philosophes, adversaire acharné du poète Clément Marot qu’il forcera à l’exil en Italie pour avoir mangé de la viande pendant le carême.
- Narcisse de Salvandy, ministre de l’Instruction Publique sous le roi Louis Philippe, créateur de l’École d’Athènes, qui possédait des terres à Branville.
- Alexis Hubert Robillard (1782 à Évreux - 2 avril 1864 à Caugé), archéologue, polytechnicien, ingénieur, concepteur du réseau d’eau de la ville d’Auxerre, et surtout découvreur du site du Vieil-Évreux, Gisacum : il y met au jour les thermes, le théâtre, la  basilique, un aqueduc… Alexis-Hubert Robillard a son cénotaphe placé derrière la sacristie.

### Patrimoine naturel

#### ZNIEFF de type 1
- Le bois de Morsent - La vallée de Morand[27].

### Héraldique
| Blason | Blasonnement : De gueules à la bande d’argent chargée d’une aigle de sable. |

Avant notre époque, Caugé n'avait pas de blason. Le blason de Caugé a été créé en 1984, à partir de l'histoire du village. La Maison de Roye, d'origine picarde, était seigneur de Caugé aux quatorzième et quinzième siècles au moins. Le blasonnement est issu essentiellement de ses armes ; depuis le XIXe siècle, Branville (ne pas confondre avec la commune de Branville dans le Calvados) est intégré au village. Il fallait donc trouver de quoi le signifier sur le blason. Jehan Le Blond était seigneur et curé de Branville au XVIe siècle et, est de loin, le personnage le plus important de l'endroit dans la mesure où il s'est illustré en s'opposant au poète Clément Marot ; ses armes ont été en partie reprises dans notre blason en y intégrant l'aigle.
Le blason de Caugé se lit donc : « de gueules à la bande d’argent » (qui sont les armes de la famille de Roye) chargé d’une aigle de sable (l’aigle est féminin en héraldique), ce qui se traduit par : blason au fond rouge avec une bande blanche en travers et, dans la bande, un aigle noir.
Ce blason est homologué officiellement et répertorié au niveau national.